# امانوئل ابوئه
امانوئل ابوئه (به انگلیسی: Emmanuel Eboué) (زادهٔ ۴ ژوئن ۱۹۸۳) در ساحل عاج است و تاکنون در تیم بورن، آرسنال و گالاتاسرای بازی کرده و٧٥ بازی ملی هم برای تیم ملی فوتبال ساحل عاج انجام داده‌است.
این بازیکن که سال گذشته از میادین فوتبال خداحافظی کرده‌است به تازگی اعلام کرده به دلیل طلاق ،همسرش تمام دارایی‌هایش را تصاحب کرده‌است به طوری که در حال حاضر هیچ دارایی و مایملکی ندارد و کارتن خواب شده‌است و هیچ پولی ندارد که سرپناهی برای خود تهیه کند، لازم به ذکر است علت این اتفاق اعتماد بیش از حد به زن و در نتیجه وکالت تام الاختیار دادن به وی و از دست دادن همه زندگی است. البته شایعاتی مطرح است که باشگاه آرسنال در حال حاضر در حال حمایت از او می‌باشد شایعاتی هم حاکی از مرگ وی هم مطرح است ولی وی در حال حاضر زنده می باشد.